# Josef Odendall

Josef Odendall

Josef Odendall (* 25. August 1890 in Köln; † 13. Dezember 1968 in Richerzhagen) war ein deutscher Politiker (NSDAP).

## Leben und Wirken
Nach dem Besuch der Volksschule und des Gymnasiums in Kempen und Köln schlug Odendall die kaufmännische Laufbahn ein. Das Reichstagshandbuch erwähnt unter anderem Tätigkeiten in Fabrikationsunternehmen der chemischen und der Seifenindustrie.
Von 1914 bis 1918 nahm Odendall am Ersten Weltkrieg teil, in dem er mehrmals verwundet und mit dem Silbernen Verwundetenabzeichen ausgezeichnet wurde. In seiner Selbstdarstellung im Reichstagshandbuch behauptet Odendall 1933, er sei während der alliierten Rheinlandbesetzung an Abwehrkämpfen an Rhein und Ruhr beteiligt gewesen. 
Odendall war zunächst Mitglied im Deutschvölkischen Schutz- und Trutzbund; zum 1. August 1929 trat er der NSDAP bei (Mitgliedsnummer 146.218). In der SA wurde er im Juli 1932 zum Standartenführer befördert; bis Dezember 1933 führte er die SA-Standarte 16 in Köln.
Nach der Machtübertragung an die Nationalsozialisten gehörte Odendall von März 1933 bis März 1936 zwei Wahlperioden lang dem Deutschen Reichstag an, in dem er den Wahlkreis 20 (Köln-Aachen) vertrat. Daneben war er Stadtverordneter in Köln. In der SA übernahm der im Dezember 1933 zum Oberführer beförderte Odendall die Führung der neuaufgestellten SA-Brigade 171 in Bonn. Ab April 1935 war er SA-Führer zur Verfügung der SA-Gruppe Niederrhein. 
Odendall wurde im Frühjahr 1936 wegen unberechtigten Tragens von Ehrenzeichen sowie Erregen eines öffentlichen Ärgernisses zu einer Gefängnisstrafe von acht Monaten verurteilt. Im Mai 1935 war der Verdacht aufgekommen, Odendall trage unberechtigterweise das Eiserne Kreuz erster Klasse. Hinzu kam eine Anzeige, der zufolge sich Odendall einer Minderjährigen gegenüber in unzüchtiger Weise gezeigt habe. In einem zweiten Verfahren verurteilte ihn das Landgericht Köln im Januar 1937 wegen Untreue zu einer Haftstrafe von 15 Monaten. Eine Revision der Bücher und Belege der SA-Brigade hatte die Zweckentfremdung von insgesamt 6500 RM ergeben. Beispielsweise hatte Odendall eine Spende eines Unternehmens in Höhe von 1000 RM zur Bewirtung des SA-Gruppenführers Heinrich August Knickmann verwandt. Odendall verbüßte seine Haftstrafe im Bonner Landgerichtsgefängnis sowie im Kölner Klingelpütz. Im August 1937 wurde er aus der NSDAP ausgeschlossen; im September 1937 folgte der Ausschluss aus der SA unter Aberkennung seines bisherigen Dienstgrades und seiner Dienststellung. Über Odendalls weiteren Lebensweg ist nichts bekannt.